# Eurypegasus papilio
Eurypegasus papilio là một loài cá thuộc họ Pegasidae. Nó là loài đặc hữu của Hawaii.